# إرينا ماتسوي
إرينا ماتسوي (باليابانية: 松井えり菜؛ بالكانا: まつい えりな) هي رسامة يابانية، ولدت في 1984 في أوكاياما في اليابان.